# Hamdan Ballal
Hamdan Ballal Al-Huraini (Susiya, 1989) es un cineasta, fotógrafo, agricultor y activista de derechos humanos palestino.
Ballal fue reconocido por su trabajo como codirector del documental No Other Land, junto a Basel Adra, Yuval Abraham y Rachel Szor. La película, filmada entre 2019 y 2023, documenta las experiencias de las comunidades palestinas en Masafer Yatta en medio de los esfuerzos de desplazamiento por parte de las autoridades israelíes y los colonos. Se estrenó en el 74º Festival Internacional de Cine de Berlín (Berlinale) en 2024 y ganó el Premio de la Academia al Mejor Largometraje Documental en 2025.
Como activista de derechos humanos, ha participado en el proyecto "Humans of Masafer Yatta" y ha sido voluntario en B'Tselem documentando abusos relacionados con la ocupación israelí de Cisjordania. El 24 de marzo de 2025, Ballal fue golpeado por colonos en su casa en Cisjordania y posteriormente detenido por las Fuerzas de Defensa de Israel (FDI).

## Biografía
Ballal nació en 1989 en Susiya, una aldea rural palestina del área de Masafer Yatta, en las colinas del sur de Hebrón, en Cisjordania. Tiene un hijo.

## Carrera
Ballal ha trabajado como agricultor, fotógrafo, activista e investigador. Además de realizar películas, es miembro de la iniciativa "Humans of Masafer Yatta", que destaca historias personales de la región. También trabaja como voluntario como investigador de campo para organizaciones de derechos humanos, incluida B'Tselem, documentando incidentes relacionados con la ocupación israelí.
Ballal fue codirector, junto a Basel Adra, Yuval Abraham y Rachel Szor, del documental de 2024 No Other Land, sobre los asentamientos israelíes y la violencia en Cisjordania. La película obtuvo elogios de la crítica, ganando el Premio Óscar al Mejor Largometraje Documental en la 97.ª edición de los Premios de la Academia y el Premio del Público Panorama a la Mejor Película Documental, y el Premio de Cine Documental de la Berlinale en el 74.º Festival Internacional de Cine de Berlín. No Other Land es la primera película de Ballal, en la que él y otros directores trabajaron durante un período de cinco años.

### Ataque y detención
| Yuval Abraham יובל אברהם | Twitter |
| @yuval_abraham           |         |

             Un grupo de colonos acaba de linchar a Hamdan Ballal, codirector de nuestra película No other land. Lo golpearon y presenta heridas en la cabeza y el estómago. Los soldados irrumpieron en la ambulancia que había llamado y se lo llevaron. No hay rastro de él desde entonces.
         

        24 de marzo de 2025

El 24 de marzo de 2025, Ballal fue golpeado por colonos israelíes que atacaron su casa en la aldea palestina de Susiya en Cisjordania. Ballal y otros activistas del Centro para la No Violencia Judía fueron atacados por entre diez y veinte colonos enmascarados y armados con palos y piedras. Basel Adra, uno de los codirectores de Ballal en No Other Land, presenció las consecuencias del ataque y afirmó que algunos de los colonos atacantes portaban armas y vestían «uniformes israelíes». Los atacantes rompieron las ventanas y cortaron los neumáticos de los vehículos de Ballal y otros activistas. La cabeza de Ballal quedó sangrando por el ataque, y fue atendido en una ambulancia antes de que los soldados de las Fuerzas de Defensa de Israel (FDI) interrumpieran su tratamiento sacándolo de la ambulancia, vendándole los ojos y deteniéndolo.
Las Fuerzas de Defensa de Israel emitieron un comunicado sobre los arrestos, alegando que «los terroristas comenzaron a lanzar piedras a las fuerzas de seguridad», por lo que arrestaron a «tres palestinos sospechosos de lanzarles piedras, así como a un civil israelí involucrado en el violento enfrentamiento».
El mismo día del ataque, Yuval Abraham, uno de los codirectores israelíes de Ballal, escribió en X que no había habido «ninguna señal [de Ballal] desde» el ataque y la detención de Ballal por parte de las FDI. Basel Adra también había sido atacado previamente por colonos israelíes en febrero de 2025. Al día siguiente las FDI liberaron a Ballal después de pasar la noche en una base militar donde habría permanecido maniatado toda la noche «mientras dos soldados le golpeaban en el suelo», según dijo, Yuval Abraham.
Residentes de Susya denunciaron una escalada de violencia por parte de los colonos tras la victoria de la película en los Óscar, sugiriendo represalias por su éxito. Tras su liberación, Ballal relató: «Escuché las voces de los soldados, se reían de mí... Escuché 'Oscar', pero no hablaba hebreo».
Tras su detención, la Academia de Cine Europeo pidió la liberación de Ballal, mientras que la Academia de Artes y Ciencias Cinematográficas, que recientemente le había otorgado un Oscar, guardó silencio a pesar de los reclamos de sus miembros. El 27 de marzo de 2025, la Academia emitió un comunicado reafirmando su compromiso con la libertad artística, declarando: «La Academia condena cualquier acto de discriminación contra los artistas por su trabajo o sus puntos de vista», aunque no mencionó a Ballal por su nombre. Al día siguiente, más de 600 miembros de la Academia firmaron una carta abierta criticando a la organización por no haber apoyado públicamente a Ballal tras su arresto y condenando el «asalto brutal» y la «detención ilegal» por colonos y fuerzas israelíes del artista palestino. «El ataque a Ballal no es sólo un ataque contra un cineasta, es un ataque contra todos aquellos que se atreven a dar testimonio y decir verdades incómodas».
El 29 de marzo de 2025, la Academia se disculpó por no mencionar a Ballal ni a su película por su nombre y se disculpó con todos los artistas que no se sintieron apoyados por su declaración anterior. También condenó «la violencia de este tipo en cualquier parte del mundo», y añadió: «Aborrecemos la supresión de la libertad de expresión bajo cualquier circunstancia».

## Premios
| Año  | Trabajo       | Premio                                                       | Categoría                            | Resultado | Notas                                                  | Ref.   |
| ---- | ------------- | ------------------------------------------------------------ | ------------------------------------ | --------- | ------------------------------------------------------ | ------ |
| 2024 | No Other Land | Asociación Internacional de Documentales                     | Mejor director                       | Ganador   | Compartido con Basel Adra, Rachel Szor y Yuval Abraham | [ 22 ] |
| 2024 | No Other Land | 74º Festival Internacional de Cine de Berlín                 | Premio del Público Panorama          | Ganador   | Compartido con Basel Adra, Rachel Szor y Yuval Abraham | [ 23 ] |
| 2024 | No Other Land | 74º Festival Internacional de Cine de Berlín                 | Premio al Documental de la Berlinale | Ganador   | Compartido con Basel Adra, Rachel Szor y Yuval Abraham | [ 23 ] |
| 2025 | No Other Land | 97.ª edición de los Premios Óscar                            | Mejor largometraje documental        | Ganador   | Compartido con Basel Adra, Rachel Szor y Yuval Abraham | [ 23 ] |
| 2025 | No Other Land | 78.ª edición de los Premios de Cine de la Academia Británica | Mejor documental                     | Ganador   | Compartido con Basel Adra, Rachel Szor y Yuval Abraham | [ 23 ] |